# Халиков, Амир Касымбекович
Амир Касымбекович Халиков (каз. Әмір Қасымбекұлы Халықов) (род. 30 января 1964) — представитель высшего командования Вооружённых сил Республики Казахстан, генерал-лейтенант (2019), командующий войсками регионального командования «Запад» (2009—2013).
Является младшим братом генерал-майора Вооружённых сил Казахстана Дамира Касымбековича Халикова.

## Биография
Родился 30 января 1964 года в посёлке Урицкий Кустанайской области, учился в средней школе №52 города Алма-Ата. Пошёл по стопам старшего брата Дамира Халикова и поступил на обучение в Свердловское суворовское военное училище, окончив его в 1981 году.
В 1985 году окончил Челябинское высшее танковое командное училище.
Службу в Вооружённых силах СССР начал в должности командира танкового взвода 117-го гвардейского мотострелкового полка 39-й гвардейской мотострелковой дивизии в составе 8-й гвардейской общевойсковой армии в Группе советских войск в Германии. В данном соединении в период с 1985 по 1991 годы, прошёл все должности от командира танкового взвода мотострелкового полка до командира командира танковой роты отдельного танкового батальона дивизии.
С 1991 по 1992 — командир танкового батальона 301-го танкового полка 68-й мотострелковой дивизии в н.п. Сарыозек Казахстана.
С 1992 по 1996 — командир танкового батальона 385-го мотострелкового полка 68-й мотострелковой дивизии в г. Алматы.
В 1996 году — окончил Военную академию бронетанковых войск с назначением на должность начальника штаба — заместителя командира танкового полка.
С 1996 по 1999 годы — командир 369-го гвардейского мотострелкового полка 78-й танковой дивизии в н.п. Ушарал.
С 1999 по 2000 годы — командир 3-й отдельной гвардейской мотострелковой бригады в н.п. Ушарал.
7 мая 2002 года Халикову Амиру присвоено воинское звание генерал-майор.
С 2000 по 2003 годы — командир механизированной дивизии.
В 2003 году был назначен первым заместителем командующего войсками регионального командования «Восток».
В 2007 году поступил в Военную академию Генерального штаба Вооружённых сил Российской Федерации, которую с отличием окончил в 2009 году.
С июля 2009 по июль 2013 — командующий войсками регионального командования «Запад».
С июля 2013 по декабрь 2015 года заместитель Главнокомандующего Сухопутными войсками по боевой подготовке.
С декабря 2015 по сентябрь 2016 года заместитель начальника Генерального штаба ВС РК.
С сентября 2016 года по настоящее время Первый заместитель начальника Генерального штаба ВС РК.
6 мая 2019 года Указом президента Республики Казахстан Халикову Амиру присвоено воинское звание генерал-лейтенант.

## Награды
- Орден «Данк» 2 степени
- Юбилейные медали
- Медали за выслугу лет